# Peter Hanker

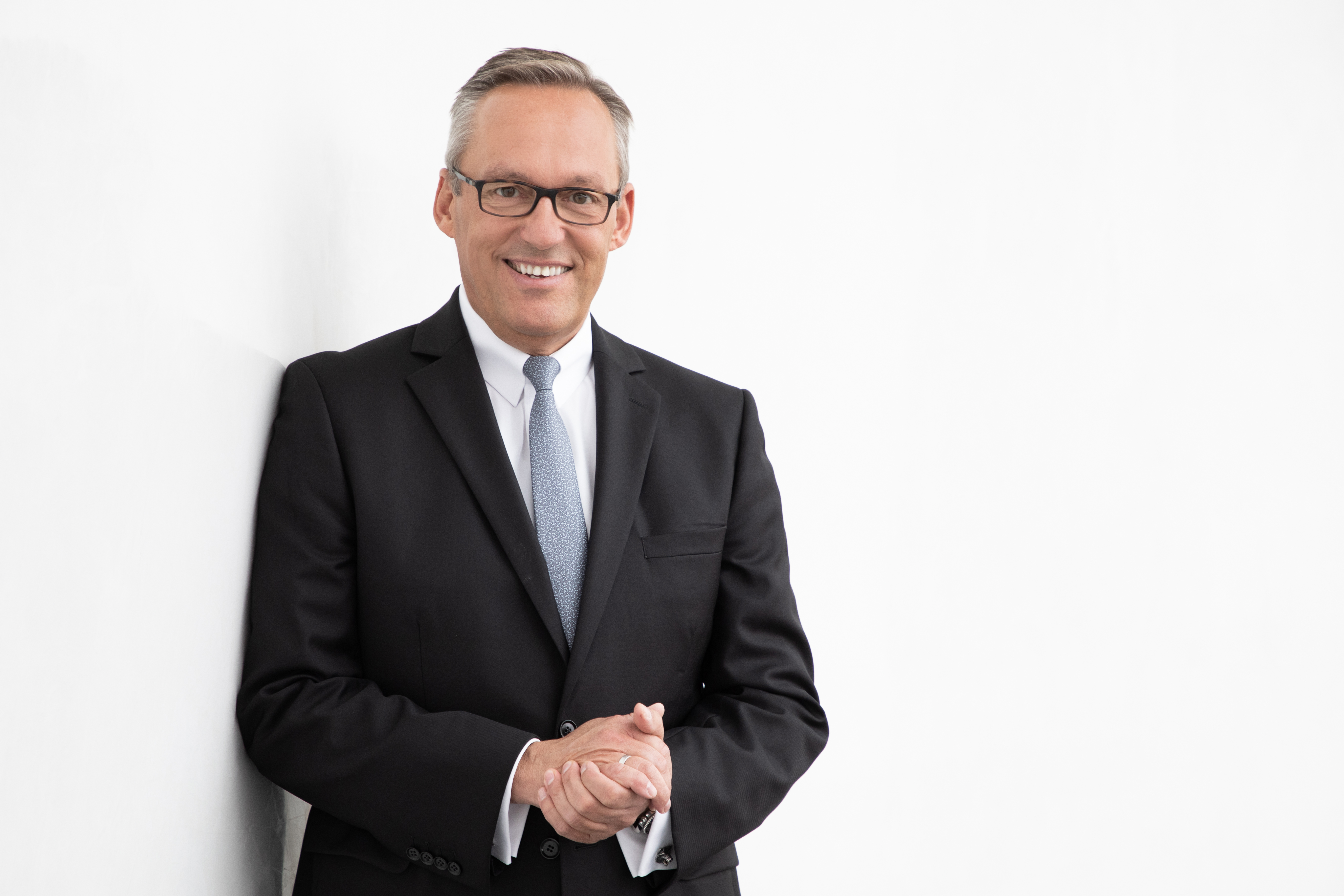
Peter Hanker (2020)

Peter Hanker (* 27. Februar 1964 in Biebertal) ist ein deutscher Bankmanager und Fachbuchautor. Er ist Vorstandssprecher der Volksbank Mittelhessen.

## Berufsausbildung ∙ Studium ∙ Werdegang
Hanker absolvierte nach seinem Abitur 1983 an der Gießener Liebig-Schule eine Ausbildung zum Bankkaufmann bei der Volksbank Heuchelheim. In direktem Anschluss schloss er ein Studium der Betriebswirtschaftslehre an der Fachhochschule Gießen-Friedberg (heute: Technische Hochschule Mittelhessen) ab.
Beruflich durchlief er zunächst verschiedene Stationen im Bankwesen. Neben seiner Tätigkeit bei der Bayerischen Vereinsbank sammelte er zwischen 1991 und 1997 bei der DG Bank (heute: DZ BANK) Führungsverantwortung in den Bereichen Zinsderivate und Bankenbetreuung. 1997 wurde er in den Vorstand der Berliner Volksbank berufen, ehe er im Jahr 2000 in den Vorstand der Volksbank Gießen und damit zurück in seine Heimatregion Mittelhessen wechselte. Seit dem 1. September 2001 ist er Sprecher des Vorstandes.
Durch zahlreiche Fusionen, die Hanker führend mitgestaltete, formte er die unter heutigem Namen firmierende Volksbank Mittelhessen zu einer der größten Volksbanken Deutschlands. Zu den Meilensteinen der Fusionshistorie unter seiner Führung zählen sicherlich die Zusammenschlüsse mit der Wetterauer Volksbank (2003) zur Volksbank Gießen-Friedberg, mit der Marburger Bank (2005) zur Volksbank Mittelhessen, der Volksbank Wetzlar-Weilburg (2009) sowie der Raiffeisenbank Ebsdorfergrund (2019).
Während seiner Vorstandstätigkeit promovierte er 2006 zum Doktor der Wirtschaftswissenschaften (Dr. rer. pol.; „cum laude“) an der Universität Siegen. Seine Dissertation verfasste er zum Thema „Die Relevanz von Informationen und die Informationspolitik im genossenschaftlichen Bankensektor“.
Er lebt in Gießen und Berlin.

## Gesellschaftliches Engagement und Mandate
Genoverband e.V. – Prüfungs- und Beraterverband sowie Bildungsträger und Interessenvertreter regionaler Genossenschaften
- 2001–2015 Mitglied im Verbandsrat
- 2015 Mitglied im Verwaltungsrat
- 2016–2017 Verwaltungsratsvorsitzender[2]
- seit 2016 Verbandsratsvorsitzender[3], Wiederwahl 2021[4]

Bundesverband der Deutschen Volksbanken und Raiffeisenbanken e. V. – Spitzenverband der genossenschaftlichen Bankengruppe in Deutschland
- seit 2011 Mitglied im Verbandsrat[5]
- seit 2015 Mitglied im Verwaltungsrat[6]

Stiftung Aktive Bürgerschaft, Berlin
- 2004–2006 Mitglied im Kuratorium
- seit 2006 ehrenamtlicher Vorstandsvorsitzender[7]

DZ Bank AG, Frankfurt
- seit 2016 Mitglied im Aufsichtsrat[8]
- seit 2021 Vorsitzender im Risikoausschuss[9]

### Ehemalige Mandate
Deutscher Genossenschafts- und Raiffeisenverband e.V. – Dachverband der deutschen Genossenschaftsorganisation
- 2015–2017 Mitglied im Verbandsrat[10]

Philipps-Universität Marburg
- 2016–2017 Vorsitzender des Wissenschaftlichen Beirats des Fachbereichs Wirtschaftswissenschaften[11]

Justus-Liebig-Universität Gießen
- 2018–2022 Mitglied im Hochschulrat[12]

## Sonstiges
Peter Hanker ist zudem Mitherausgeber der Fachzeitschriften „Bank und Markt“ und „Bank-Praktiker“.
Er engagiert sich darüber hinaus als Förderer der Gießen 46ers. Bis 2012 war er Mitgesellschafter des Basketball-Bundesligisten.

## Veröffentlichungen
- Kredite für den Mittelstand. Fritz Knapp Verlag, Frankfurt 2007, ISBN 978-3-8314-0800-9
- Die Relevanz von Informationen und die Informationspolitik im genossenschaftlichen Bankensektor. Frankfurt School Verlag, 2006, ISBN 978-3-937519-47-0
- Keine Angst vor Basel II. Deutscher Genossenschafts-Verlag, Wiesbaden 2003, ISBN 978-3-87151-064-9
- Management von Marktpreis- und Ausfallrisiken. Gabler Verlag, Wiesbaden 1998, ISBN 3-409-14112-X
- Der Transformationsprozess der Volksbank Mittelhessen – Praxis und Lehre, Fritz Knapp Verlag, Frankfurt 2021. ISSN 0341-4019 (Kreditwesen.de)